# Archaeotinodes exaratus
Archaeotinodes exaratus là một loài Trichoptera hóa thạch trong họ Ecnomidae.